# Fedor von Bock
Fedor von Bock (n. 3 decembrie 1880, Kostrzyn nad Odrą, Regatul Prusiei, Imperiul German – d. 4 mai 1945, Oldenburg in Holstein, Schleswig-Holstein, Germania) a fost un Generalfeldmarschall al Wehrmachtului care a comandat Grupul de Armate Centru în timpul atacului împotriva Uniunii Sovietice din 1941. Von Bock era considerat un general care acționa „conform regulamentelor”, fiind unul dintre ofițerii superiori neimplicați în politică, dar fără a simpatizat cu cei care s-au opus lui Adolf Hitler.
S-a născut în Küstrin, Germania. A studiat la o academie militară și a intrat în serviciul militar activ în 1897. A participat la luptele din Primul Război Mondial, fiind avansat în 1918 la gradul de maior. A rămas în armată și după război, fiind comandantul Grupului al 3-lea de armate.
A fost unul dintre puținii ofițeri care au rămas pe post după reorganizarea armatei germane făcute de Hitler în vederea declanșării invaziei Poloniei, care avea să declanșeze luptele celui de al Doilea Război Mondial. În acele timpuri, von Bock a fost numit la comanda Grupului de Armate Nord în timpul invadării Poloniei din 1939. După succesul său din blitzkrieg-ul împotriva Franței, Belgiei și Olandei, von Bock a fost avansat la gradul de feldmareșal. A primit mai apoi comanda în cea mai importantă misiune a sa: comanda Grupului de Armate Centru care trebuia să cucerească Moscova și să învingă Uniunea Sovietică. În 1941, von Bock a invadat regiunea Poloniei ocupată de sovietici, încălcând  prevederile pactului de neagresiune germano-sovietic. Până la sfârșitul lui decembrie, au fost cucerite întreaga Polonie, RSS Ucraineană, RSS Belarus și cea mai mare parte a vestului Rusiei.
Von Bock a avut neșansa ca armatele sale să fie prinse total nepregătite în cumplita iarnă rusească, armate ale căror unități avansate ajunseseră la numai 30km de Moscova. În acea iarnă, în care temperatura a scăzut până la -30 °C, soldații germani nu erau echipați decât cu uniformele de toamnă. (Hitler nu aprobase trimiterea pe front a echipamentului de iarnă, pentru a-i asigura pe soldați că războiul avea să se încheie mai înainte de sosirea anotimpului rece.) Motoarele tancurilor și armele germane nu fuseseră proiectate să funcționeze în condițiile unei asemenea ierni. Hitler i-a dat ordin lui von Bock să-și mențină pozițiile cu orice preț. Forțele sovietice, sub conducerea mareșalului Gheorghi Jukov, au trecut la contraofensivă, respingându-i pe germani până la 100 – 200km de Moscova. Pierderile germanilor au fost mari, capitala sovietică nemaifiind amenințată niciodată de-a lungul războiului.
Când von Bock a cerut permisiunea, în decembrie 1941, să-și retragă trupele extenuate, el a fost demis din postul de comandant al Grupului de Armate Centru. În ianuarie 1942, după moartea feldmareșalului Walter von Reichenau, von Bock a fost numit la comanda Grupului de Armate Sud. După numai cinci luni, Hitler l-a învinuit pe von Bock de eșecul Operațiunii Braunschweig și l-a trecut definitiv în rezervă.
După sinuciderea lui Hitler la 30 aprilie 1945, von Bock și-a oferit serviciile amiralului Karl Dönitz, noul conducător al Germaniei. În timp ce se afla la Hamburg, von Bock a fost ucis într-un bombardament aerian la 4 mai 1945.
Deși în cercul său de intimi von Bock s-a declarat împotriva atrocităților comise împotriva civililor sovietici, feldmareșalul nu a luat niciodată poziție publică în această privință. Se cunoaște un singur caz al unui raport secundar în care a scris: „Meine Herren, ich stelle fest: Der Feldmarschall von Bock hat protestiert!” („Domnilor, constat: feldmareșalul von Bock a protestat!”). Nepotul său Henning von Tresckow a încercat în zadar să-l atragă de partea rezistenței împotriva regimului lui Hitler. Pe de altă parte, el nici nu i-a trădat pe conspiratori.
Se spune că unul dintre motivele trecerii sale în rezervă ar fi fost sprijinul arătat de feldmareșal Mișcării Ruse de Eliberare, organizație împotriva căreia Hitler avea o poziție de nezdruncinat.